# The Prince of Wales at Windsor Agricultural Show
The Prince of Wales at Windsor Agricultural Show è un cortometraggio muto del 1899. Il nome del regista non viene riportato ma vi appare quello del produttore Cecil M. Hepworth come direttore della fotografia.

## Produzione
Il film fu prodotto dalla Hepworth. Venne girato a Windsor, nel Berkshire, una delle sedi ufficiali della monarchi britannica, documentando la visita del principe di Galles al Windsor Agricultural Show.

## Distribuzione
Distribuito dalla Hepworth, il documentario - un cortometraggio della lunghezza di 15,2 metri - presumibilmente uscì nelle sale cinematografiche britanniche nel 1899.
Non si hanno altre notizie del film che si ritiene perduto, forse distrutto nel 1924 quando il produttore Cecil M. Hepworth, ormai fallito, cercò di recuperare l'argento del nitrato fondendo le pellicole.